# Wraakjurk
De wraakjurk is de bijnaam van een avondjurk die werd gedragen door Diana, prinses van Wales. De jurk werd voor het eerst gedragen tijdens een diner in 1994 in de Serpentine Gallery in Kensington Gardens. Op dat moment bezat Diana de jurk al drie jaar, maar had ze hem nog nooit gedragen omdat ze hem te gewaagd vond.
Het kledingstuk werd achteraf door de pers Vengeance Dress en ook Revenge Dress gedoopt omdat Diana hem droeg op de avond dat het televisie-interview werd uitgezonden waarin haar echtgenoot Charles (de toenmalige Prins van Wales), van wie ze op dat moment reeds gescheiden leefde, toegaf dat hij haar ontrouw was geweest.

## Ontwerp
De jurk werd ontworpen door Christina Stambolian. Het is een zwarte zijden avondjurk met een off-shoulder halslijn. De jurk kostte 900 pond.

## Gebeurtenis
Het evenement waarop de jurk werd gedragen betrof een geldinzamelingsdiner op 24 juni 1994, georganiseerd door Vanity Fair voor de Serpentine Gallery in Kensington Gardens. Diana had oorspronkelijk de uitnodiging voor het diner geweigerd. Na de publiciteitsgolf voorafgaand aan de uitzending van het interview met Charles accepteerde ze de uitnodiging alsnog.
De fotograaf die de aankomst van Diana bij het evenement vastlegde, Tim Graham, zei dat haar aankomst in totaal slechts 30 seconden duurde, maar dat Diana zou hebben geweten dat er een groot aantal fotografen aanwezig zou zijn na de onthullingen van haar man. Door op een publieke gelegenheid te schitteren in een opvallende jurk maakte ze een statement naar Charles. Met het dragen van een "wraakjurk" bij een dergelijke gelegenheid zette ze een trend onder andere beroemde vrouwen, die zo hun ex-partner duidelijk maken dat hij een foute keuze heeft gemaakt door voor een andere vrouw te kiezen.

## Overig
De jurk werd in juli 1997 geveild en voor 39.098 pond gekocht door een Schots echtpaar. In 2017 werd de jurk tentoongesteld in het Museum of Style Icons in Newbridge (Ierland) tijdens de tentoonstelling Diana: A Fashion Legacy.
In de serie The Crown draagt actrice Elizabeth Debicki een kopie van deze jurk. De jurk werd gemaakt door de met een Emmy Award bekroonde kostuumontwerper Amy Roberts en haar team.